# اسلیتر (میکس‌تیپ)
| بررسی انتقادی | بررسی انتقادی |
| منبع          | رتبه‌بندی      |
| ------------- | ------------- |
| پاپ‌مترز       | ۷/۱۰          |
| دابلیوآرسی‌یو  | ۸.۵/۱۰        |

اسلیتر نخستین میکس‌تیپ از خوانندهٔ آمریکایی اسلیتر می‌باشد که در ۱۷ سپتامبر سال ۲۰۱۹ به‌صورت مستقل منتشر گردید. این آلبوم از هنرمندان اوایل و اواسط دههٔ ۲۰۰۰ الهام گرفته‌است. اسلیتر با تحسین منتقدان موسیقی روبه‌رو شد که تهیه‌کنندگی، محتوای عنایی و خوانندگی اسلیتر را تحسین می‌کردند. اسلیتر در این آلبوم چندین با خوانندهٔ پاپ دیگر نیز همکاری نموده که از بین آن‌ها می‌توان از آیشا اروتیکا نام برد.